# George Dueward Foss
Cet article concerne l'ethnomusicologue. Pour le joueur de baseball, voir George Dueward Foss (Deeby).
George Foss, George Dueward Foss pour l'état-civil, né le 19 juillet 1932 à Miami, en Floride et mort le 20 juillet 2002 à Little Rock, dans l'Arkansas, est un ethnomusicologue dont l'œuvre eut un rôle majeur pour la préservation de la musique populaire américaine.

## Biographie
George Foss était le fils de George Dueward Foss, Sr. et de Louise Graves. Il grandit à Miami où il résida jusqu'en 1950, l'année où il obtint son baccalauréat. Il y apprit la trompette dans le cadre de cours particuliers et participa au Greater Miami Boys Drum and Bugle Corps de Caesar LaMonaca, de son propre aveu, parce que l'uniforme en était plus à la mode que celui des Boy Scouts Of America.
Il poursuivit ses études à l'Eastman School of Music, à Rochester dans l'État de New York, obtint un diplôme de musique à la Juilliard School à New York, perfectionna sa formation à la Mannes College The New School for Music à Greenwich Village dont il reçut le diplôme en 1954.
Il resta encore un an à New York afin de jouer avec le New York City Symphony Orchestra, puis en 1955, rejoignit le poste de Trompettiste au National Symphony Orchestra à Washington. Travailler avec l'orchestre lui permit d'étudier l'histoire de la musique et d'obtenir un diplôme de 3e cycle à l'American University, mais aussi de voyager en Amérique du Nord et du Sud, et de découvrir la musique des Aléoutes, des mariachis, des Amérindiens d'Amazonie ou des gauchos argentins.
En 1964, il accepta un poste de professeur à l'école de musique de l'Université de Louisiane à Lafayette. Il y enseigna la trompette et dirigea la fanfare de cuivres de l'université, et y dispensa des cours d'histoire de la musique, de folklore, de musique traditionnelle, de théorie musicale et d'éveil à la musique. Il y eut notamment comme élève Michael Doucet qui lui attribue un rôle clé dans sa propre découverte de la musique cadienne.

## Publications

### Livres
George Foss a publié ou participé à la publication des livres suivants :
| Année | Titre | Auteurs                                | Éditeur                                 | Type                                                         |
| ----- | --- | -------------------------------------- | --------------------------------------- | ------------------------------------------------------------ |
| 1962  | The stylistic problems to be considered in performing music from the trumpet repertoire of earlier periods on the modern instrument | George Dueward Foss                    | American University Department of Music | These dirigée par Gordon H. Smith                            |
| 1968  | Anglo-American Folksong Style. | Roger D. Abrahams, George Dueward Foss | Prentice Hall                           | Histoire de la musique folk au Royaume-Uni et aux États-Unis |
| 1990  | Going Diatonic: a Comprehensive Guide to Autoharp Conversion.                                                                       | George Foss                            |                                         | Manuel de transcription destiné aux musiciens d'autoharpe.   |